# Bellator
Bellator (6. század) ókeresztény író.
Cassiodorus barátja volt. Latinra ültette át Órigenész Ezdrásról írott két homíliáját. Kommentárokat készített Ruth, a Bölcsesség, Tóbiás, Eszter, Judit és a Makkabeusok könyvéhez, de ezek egyike sem maradt ránk.